# Giết mổ động vật

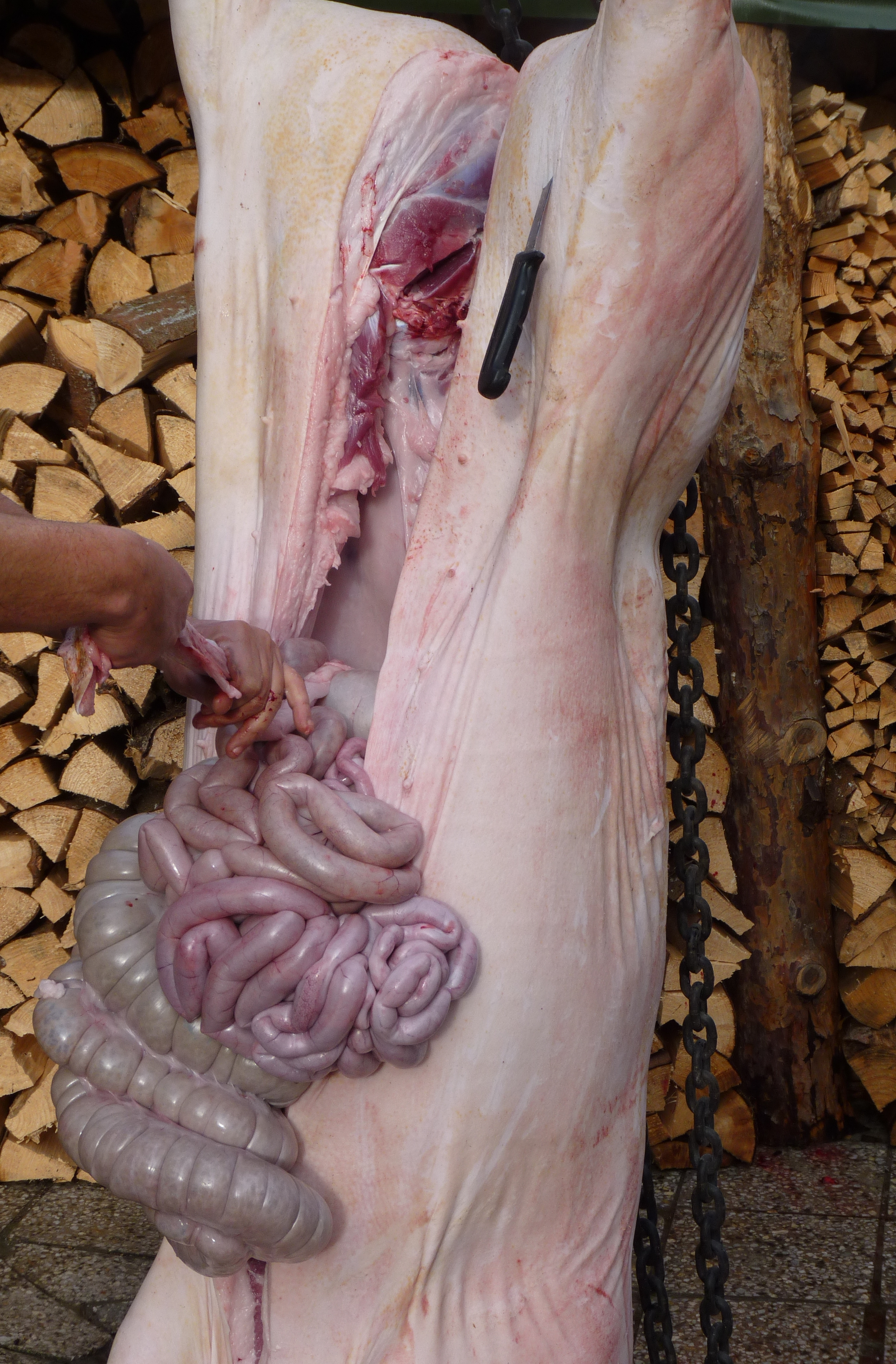
Cảnh moi ruột của con heo

Giết mổ động vật là việc thực hành giết chết các loại động vật nói chung, thường đề cập đến việc giết mổ gia súc và gia cầm, ước tính mỗi năm có 77 tỷ con vật trên cạn bị giết thịt để làm thức ăn. Nói chung, các con vật sẽ bị giết cho nhu cầu lấy thịt của con người (gọi là làm thịt), điển hình như giết mổ lợn, giết mổ bò, cắt tiết gà, làm cá, Tuy nhiên, những loài động vật, vật nuôi cũng có thể bị giết vì những lý do khác như bị dịch bệnh (vật nuôi thải loại, tiêu hủy gà) và không phù hợp cho tiêu dùng, tiêu thụ hoặc nhiều loại bị giết mổ trên cơ sở giới tính, đặc biệt là ở gà.
Điển hình nhất của việc giết mổ thì đầu tiên là người ta sẽ gây ngất con vật để thuật tiện trong quá trình giết mổ, sau đó, liên quan đến một số lát cắt sơ khởi, làm cho chúng chết vì mất máu (cắt tiết để tháo máu) sau đó xẻ và mở khoang cơ thể chính để loại bỏ ruột và nội tạng (moi ruột) nhưng thường để lại các xác thịt được xẻ thành từng mảnh (khúc thịt, tảng thịt, thớ thịt) và thường gọi là cân móc hàm. Sau đó, thịt thường được xẻ thịt vào vết cắt nhỏ hơn hành từng miếng thịt, trước đó còn là quá trình lột da để tách lớp da khỏi phần thịt. 

## Tình hình chung
Các loài động vật phổ biến nhất bị giết mổ lấy thịt như trâu cho thịt trâu, bò (thường là bò thịt), bê (cho thịt bò và thịt bê), cừu (cho thịt cừu), dê (cho thịt dê, tiết dê), lợn (cho thịt lợn), hươu cho thịt nai, ngựa để lấy thịt ngựa, và gia cầm (chủ yếu là gà, gà tây, vịt, ngan, ngỗng) để lấy các sản phẩm tương ứng như thịt gà và thịt vịt, thịt ngỗng, thịt gà tây, và ngày càng nhiều các loài cá trong các ngành công nghiệp nuôi trồng thủy sản (nuôi cá).
| Súc vật                | Số lượng (Triệu đầu con) |
| ---------------------- | ------------------------ |
| Gà                     | 58.110                   |
| Vịt nhà                | 2.817                    |
| Lợn                    | 1.383                    |
| Gà tây nhà             | 654                      |
| Ngỗng nhà & Gà sao nhà | 649                      |
| Cừu                    | 517                      |
| Dê                     | 430                      |
| Bò                     | 296                      |
| Bison                  | 24                       |

Có những quan niệm cho rằng việc giết mổ động vật là tàn nhẫn và đau đớn một cách không cần thiết từ đó dẫn đến việc áp dụng các phương pháp giết mổ và gây ngất vật nuôi trước khi giết ở nhiều quốc gia theo hướng ngày càng nhân đạo hơn. Một trong những nhà vận động đầu tiên về vấn đề này là bác sĩ Benjamin Ward Richardson, người đã dành nhiều năm trong cuộc đời làm việc của mình để phát triển các phương pháp giết mổ nhân đạo hơn do cố gắng khám phá và điều chỉnh các chất có khả năng gây mê toàn thân hoặc cục bộ để giảm đau cho con vật. Ngay từ năm 1853, ông đã thiết kế một cái buồng có thể giết động vật bằng cách hút khí.
Ông Benjamin Ward Richardson cũng đã tích cực thành lập các tổ chức để điều tra và vận động cho các phương pháp giết mổ nhân đạo và thử nghiệm sử dụng dòng điện để giết mổ Năm 1911, Hội đồng Công lý với Động vật (sau này là Hiệp hội Giết mổ Nhân đạo, hay HSA) được thành lập ở Anh để đấu tranh cải thiện việc giết mổ gia súc. Vào đầu những năm 1920, HSA đã giới thiệu và chứng minh một thiết bị gây choáng cơ học mà sau đó nhiều chính quyền địa phương áp dụng phương pháp gây choáng trước khi giết mổ một cách nhân đạo. HSA tiếp tục đóng một vai trò quan trọng trong việc thông qua Đạo luật giết mổ động vật năm 1933 với nội dung bắt buộc phải gây ngất cho con vật bằng điện trước khi giết mổ, ngoại trừ việc giết mổ theo nghi thức của người Do Thái và Hồi giáo.

## Phương thức

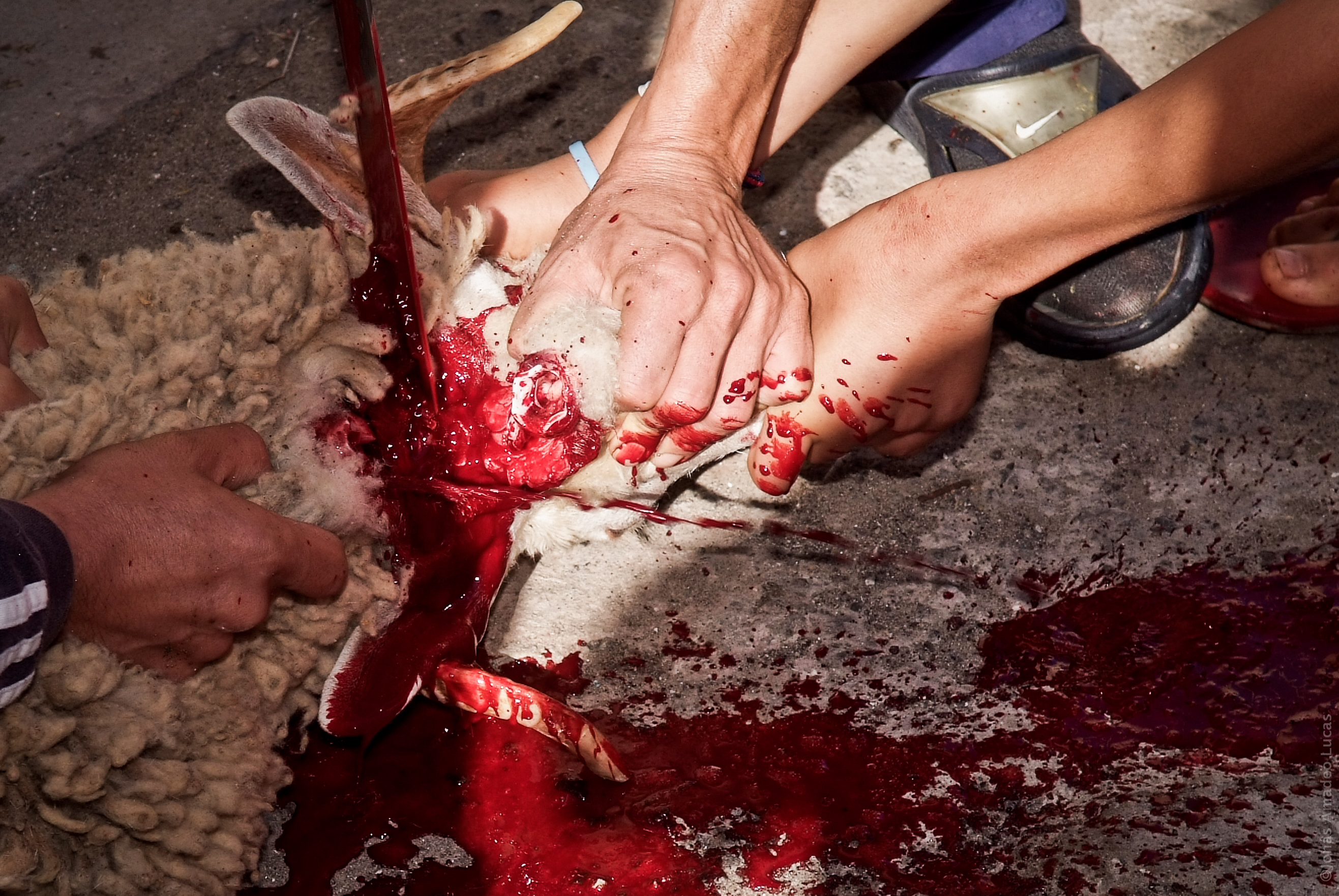
Cắt cổ một con cừu

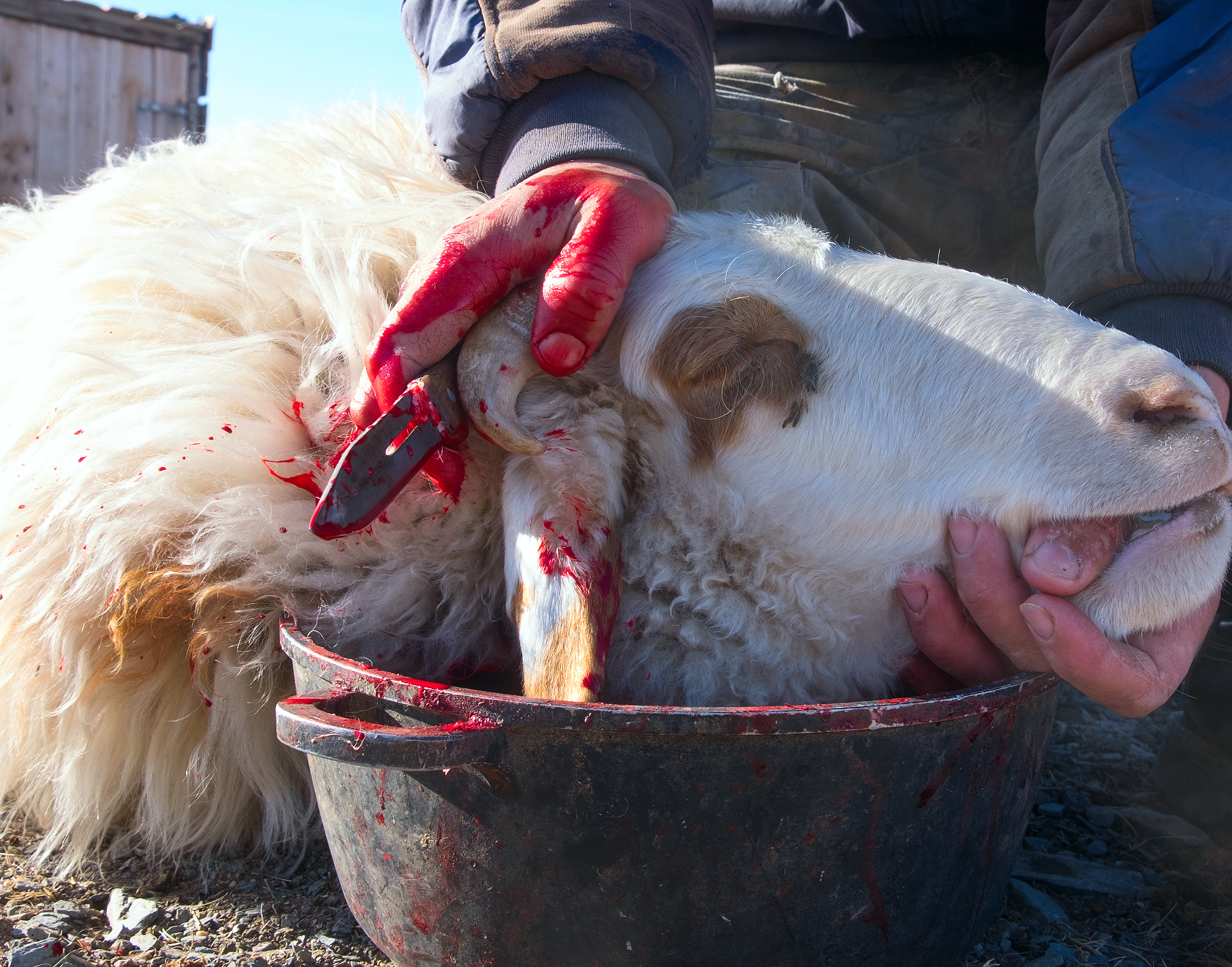

Giết mổ vật là một công việc truyền thống được thực hiện từ thời xa xưa. Trong thời công nghiệp, lò mổ thịt được sử dụng để giết mổ động vật ngày càng được áp dụng rộng rãi. Các bước giết mổ động vật thường bao gồm:

### Gây ngất
Gây ngất vật nuôi là việc làm cho con vật mất khả năng chống cự hoặc giãy dụa bằng việc trói, đánh đập vào đầu, trụng nước sôi. Việc giết mổ công nghiệp thì người ta phải thực hiện bước gây ngất vật nuôi trước khi giết chúng hoặc thực hiện công đoạn tiếp theo. Nhiều phương pháp khác nhau được sử dụng để làm cho một con vật bất tỉnh trong quá trình giết mổ động vật. Việc dùng điện để gây ngất con vật thì người ta cho dòng điện được áp dụng qua não hoặc tim để làm cho con vật bất tỉnh trước khi bị giết. Trong các lò giết mổ công nghiệp, những con gà bị giết thịt trước khi làm lông bằng cách trói và nhúng chúng vào bể nước có dòng điện
Phương pháp gây ngạt bằng Carbon dioxide có thể được sử dụng cho cả cừu, bê và lợn. Con vật bị ngạt do người ta sử dụng khí CO2 trước khi bị giết. Ở một số quốc gia, phương pháp gây choáng bằng CO2 chủ yếu được sử dụng cho lợn. Một số con lợn sẽ được đưa vào một buồng sau đó được bịt kín và chứa 80% đến 90% CO2 trong không khí. Những con lợn bất tỉnh dường như ngay lập tức khi chỉ trong vòng 13 đến 30 giây là chúng lịm đi. Nghiên cứu cũ hơn đưa ra kết quả trái ngược nhau, với một số cho thấy có những con lợn dung nạp CO2 gây choáng và một số khác cho thấy chúng không dung nạp Tuy nhiên, sự đồng thuận khoa học hiện nay là "hít phải khí cacbonic có nồng độ cao là hành vi gây ác cảm và có thể gây đau đớn cho con vật".
Khí Nitơ đã được sử dụng để gây bất tỉnh, thường kết hợp với CO2. Gà tây nuôi trong nhà không thích nồng độ CO2 cao (72% CO2 trong không khí) nhưng không phải nồng độ thấp (hỗn hợp 30% CO2 và 60% argon trong không khí với 3% oxy dư). 
Ngày nay, nhiều nơi áp dụng phương pháp cho gia súc rơi vào trạng thái ngất tạm thời, sau đó mới tiến hành giết mổ giúp sản phẩm thịt chất lượng hơn. Cách giết mổ khi gia súc còn sống sẽ gây đau đớn, dẫn đến miếng thịt bị dai, mất ngon do ảnh hưởng lớn đến hệ thần kinh của gia súc, gây ra việc cơ thịt bị co rút, rồi nhiều trường hợp thịt sinh ra chất axit làm giảm chất lượng thịt.

### Tiếp theo

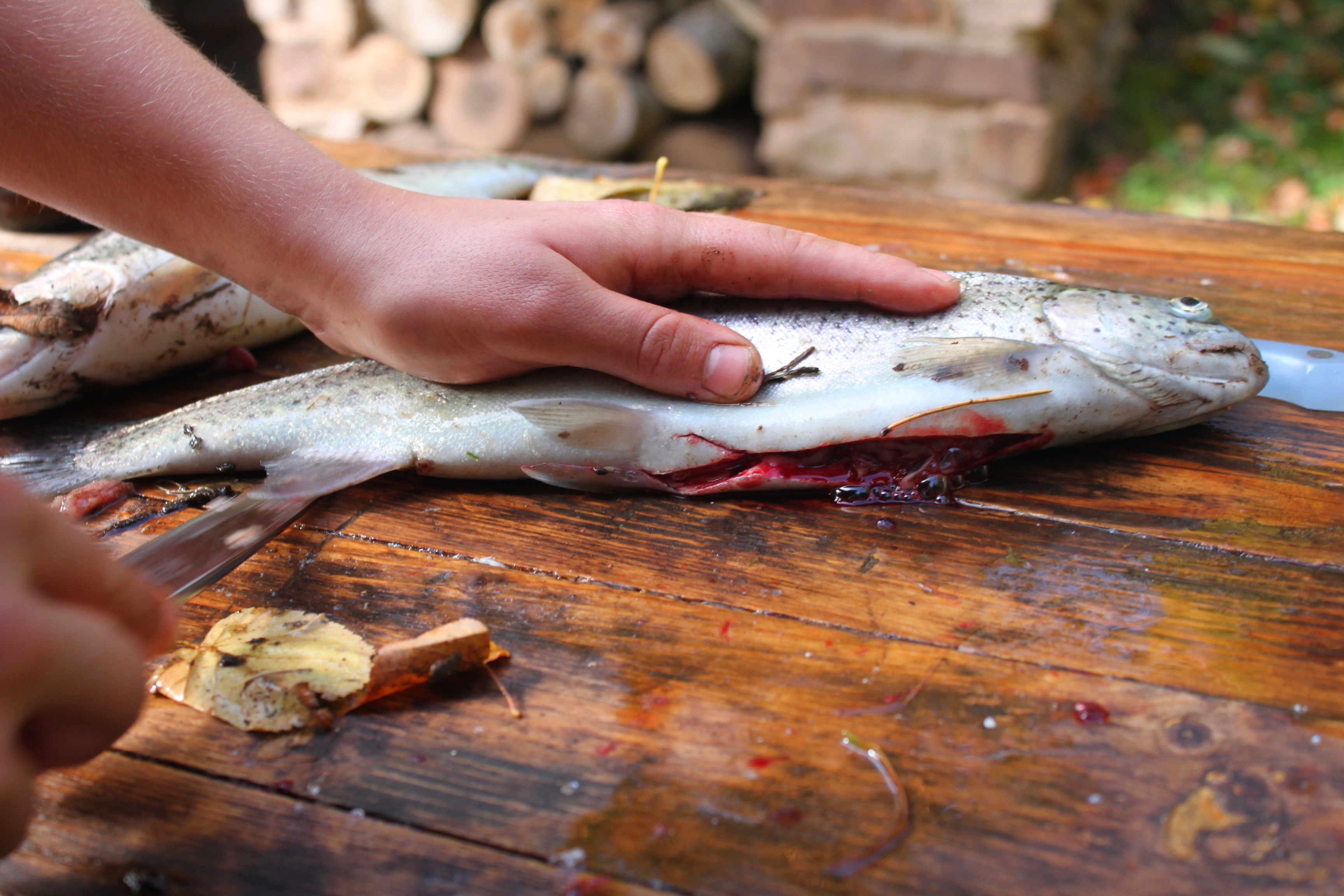
Làm cá

- Cắt tiết (chọc tiết): Tiếp theo việc giết con vật là sau đó thực hiện bước cắt tiết bằng việc cắt đứt động mạch chủ hay động mạch tại chân để tạo điều kiện thuận lợi cho việc loại bỏ máu ra khỏi cơ thể (tháo máu/xả máu) làm cho con vật nhanh chết hơn vì tụt huyết áp, và thịt chúng sẽ không bị bầm, thâm tím vì bị ứ huyết. Thông thường người ta sẽ dùng dao nhọn thọc sâu vào động mạch ở cổ để máu tuôn ra. Con vật bị cắt cổ họng hoặc bị cắm một thanh ống cắt gần tim. Trong cả hai phương pháp này, tĩnh mạch chính và/hoặc động mạch bị cắt và làm chúng mất máu[15][16]
- Lột da, cạo lông: Tiếp đến là lột da để loại bỏ các tấm da gắn với miếng thịt hoặc cạo lông (thịt lợn) cho sạch sẽ, miếng thịt được trắng trẻo, không bị dính lông
- Moi ruột hay còn gọi là Mổ bụng, moi gan, tim, ruột: Sau khi lột gia, cạo lông thì bước tiếp theo là mổ bụng moi gan, ruột, tim (để lấy đi các cơ quan nội tạng như lòng, gan, phèo, phổi).
- Xẻ thịt, lóc xương: Bước cuối cùng của việc giết mổ là xẻ thịt (chia thịt một nửa theo chiều dọc hoặc chiều ngang cơ thể tùy loại). Bước xẻ thịt này có thể làm và phân phối tại chỗ gọi là những khúc thịt. Trong quá trình xẻ thịt thì họ còn thực hiện việc lóc xương, tức tách những miếng thịt bám dính vào xương. Sau khi đã lóc xương thì khối lượng còn lại gọi là khối lượng thịt xẻ hay cân móc hàm.
- Ướp lạnh, ướp muối: Nếu giết mổ theo quy trình hiện đại còn có bước đem ướp lạnh để phân phối hoặc ướp muối, các chất bảo quản. Trong thời kỳ trước đây, thông thườn để bảo quản thịt người ta thường dùng các phương pháp như ướp muối, hun khói (xông khói), ủ chua, phơi nắng, sấy khô, còn ngày nay là đông lạnh, tiệt trùng, đóng hộp.

## Trên thế giới

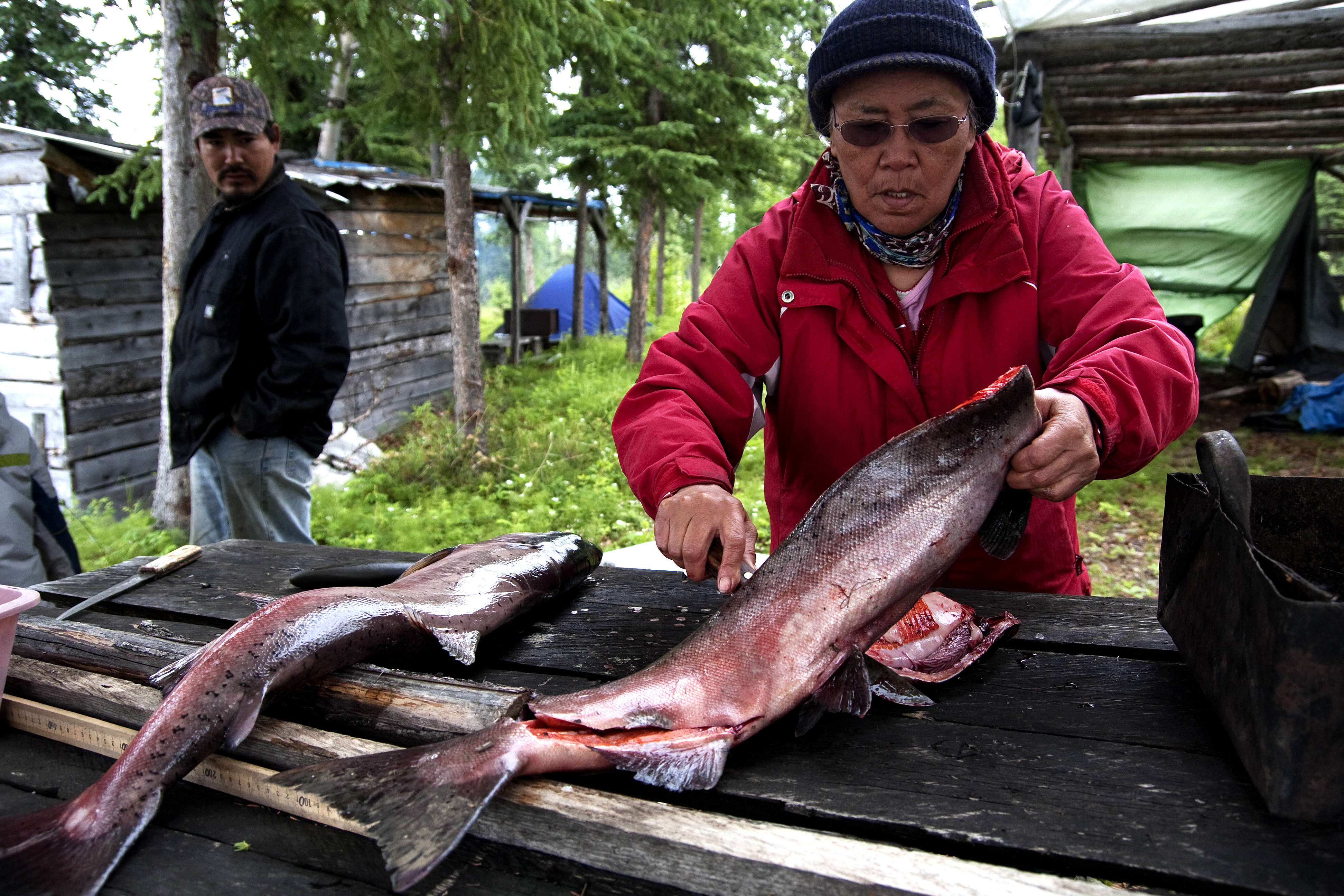
Làm cá

Ở Canada thì pháp luật yêu cầu đối với việc giết mổ nhân đạo động vật làm thịt Ở Anh thì các phương pháp giết mổ phần lớn giống với các phương pháp được sử dụng ở Hoa Kỳ với một số khác biệt, việc sử dụng thiết bị và gây choáng bằng điện là các phương pháp gây choáng cho cừu, dê, bò và bê để làm thịt còn lợn thì sẽ dùng khí gas để gây ngạt. Tại Hoa Kỳ, Bộ Nông nghiệp Hoa Kỳ (USDA) quy định các phương pháp giết mổ gia súc được chấp thuận Úc có một Quy trình giết mổ theo đúng tiêu chuẩn Australia diễn ra nghiêm ngặt với nhiều bước, đặc biệt chú trọng tới việc giảm nguy cơ chấn thương, đau đớn cho con vật. Tại Úc, việc giết mổ động vật để làm thực phẩm, sợi và các sản phẩm khác được tiến hành theo tiêu chuẩn, gồm quá trình sản xuất, vận chuyển thịt và các sản phẩm từ thịt hợp vệ sinh. Ngoài đảm bảo an toàn thực phẩm, mục đích chính của tiêu chuẩn Australia là giảm nguy cơ chấn thương, đau đớn cho con vật.
Tại lò mổ, vào hôm trước hoặc trong ngày giết mổ, các gia súc như trâu, bò, cừu, dê và lợn được cho ăn, uống nước, nghỉ ngơi. Người ta sẽ tách những con bị ốm hoặc bị thương khỏi nhóm để chữa trị hoặc hưởng cái chết nhân đạo. Trong vòng 24 giờ trước khi con vật bị giết thịt, thanh tra an toàn thực phẩm sẽ kiểm tra nhằm đảm bảo chúng khỏe mạnh, có thể cung cấp thịt đáp ứng nhu cầu tiêu thụ của con người. Trước khi bị giết, con bò được lùa vào trong lò mổ và phòng sốc điện. Căn phòng này tách con vật với đồng loại của nó đang đứng bên ngoài. Chỉ vài giây sau khi con vật được đưa vào phòng sốc điện, người ta dùng thiết bị truyền điện phóng thẳng vào não của nó. Đối với lợn, người ta có thể dùng khí carbon dioxide trong quá trình giết mổ. Việc sử dụng điện phóng thẳng vào não con vật sẽ khiến chúng bất tỉnh và không phải chịu đau đớn trước khi máu bắt đầu chảy.
Sau khi bị sốc điện và bất tỉnh, bò được treo lên móc. Vài giây sau đó, người ta dùng thiết bị chuyên dụng cắt vào động mạch của nó để "tháo máu". Vì con vật đã bất tỉnh nên nó không hề cảm nhận được đau đớn trong quá trình này. Sau quá trình giết mổ, thanh tra an toàn thực phẩm tiếp tục kiểm tra xem thịt của nó có phù hợp với nhu cầu tiêu thụ của con người hay không. Nếu không phù hợp, số thịt này có thể được chế biến làm thức ăn động vật, chế phẩm y tế hoặc bị đem đi tiêu hủy. Trong vòng hai tiếng sau khi con vật bị sốc điện, quá trình mổ thịt phải hoàn tất và các nhân viên phải đưa chúng vào tủ đông lạnh. Quá trình tiếp theo là tiêu diệt các mầm bệnh hoặc ngăn chặn sự phát triển của bệnh bên trong thịt. Australia cùng Mỹ, Nhật, New Zealand là những thị trường xuất khẩu thịt bò lớn và có tiêu chuẩn nghiêm ngặt nhất thế giới.
Ở Việt Nam, hiện nay theo quy định tại Điều 69, 70, 71, 72 của Luật Chăn nuôi 2018 thì chính sách đối xử nhân đạo với vật nuôi được quy định rất cụ thể trong các hoạt động tổ chức chăn nuôi, vận chuyển, trong nghiên cứu khoa học và hoạt động khác. Đặc biệt trong hoạt động giết mổ vật nuôi,  Luật quy định  cơ sở giết mổ vật nuôi phải thực hiện các yêu cầu: Có nơi lưu giữ vật nuôi bảo đảm vệ sinh; cung cấp nước uống phù hợp với vật nuôi trong thời gian chờ giết mổ; Hạn chế gây sợ hãi, đau đớn cho vật nuôi; không đánh đập, hành hạ vật nuôi; Có biện pháp gây ngất vật nuôi trước khi giết mổ; không để vật nuôi chứng kiến đồng loại bị giết mổ. Trong các quy định trên đáng chú ý đó là quy định cấm không được giết mổ vật nuôi trước mặt đồng loại, đây là một bước tiến mới trong kỹ thuật lập pháp và trong ngành chăn nuôi và chế biến thực phẩm tại Việt Nam.

## Trong tôn giáo

### Do Thái giáo
Việc giết mổ động vật trong đạo Do Thái tuân theo luật tôn giáo của nghi thức Shechita. Để chuẩn bị, con vật được chuẩn bị để giết mổ phải được coi là loài vật thanh sạch (Kosher/phù hợp) trước khi hành động giết mổ có thể bắt đầu và được làm thịt. Quy luật cơ bản của quá trình Shechita đòi hỏi sự cắt tiết nhanh chóng, dứt khoát vào các các cơ quan và mạch quan trọng chính như việc rạch cổ họng khiến huyết con vật tụt huyết áp, máu không lên não. Sự mất áp lực đột ngột này dẫn đến sự chấm dứt ý thức và cảm giác đau nhanh chóng và không thể đảo ngược. Các tập quán phổ biến nhất là vật hiến tế (zevah זֶבַח), một qorban là một vật tế thần, chẳng hạn như một con bò, cừu, dê, nai hay một con chim bồ câu đã shechita (nghi lễ giết mổ Do Thái), con gà thì gọi là Kapparah (כפרה)

### Ở Đạo Hồi
Ở các nước theo đạo Hồi, thịt động vật thanh sạch (Halal) thì người Hồi giáo Muslim mới được phép tiêu thụ. Một động vật nằm trong chủng loài Halal thì mới được giết mổ theo cách Halal. Ngoài cách cắt cổ ít gây đau đớn và chết nhanh, Đạo Hồi còn đặt nặng vấn đề đối xử nhân đạo đối với động vật. Động vật phải được nuôi, chuyên chở, bắt và giữ theo điều kiện nhân đạo. Vì thế cách đập đầu, chích điện để gây ngất trước khi cắt cổ sẽ không được chấp nhận trong công nghệ giết mổ Halal. Trong khi máu đang chảy ra, con vật không được xử lý cho đến khi nó đã chết. Mặc dù đây là một phương pháp có thể chấp nhận được, nhưng Ủy ban Fatwa của Ai Cập đã đồng ý rằng một con vật có thể trở nên vô cảm với cơn đau thông qua phương pháp xẹt điện và vẫn có thể là halal (hợp quy).

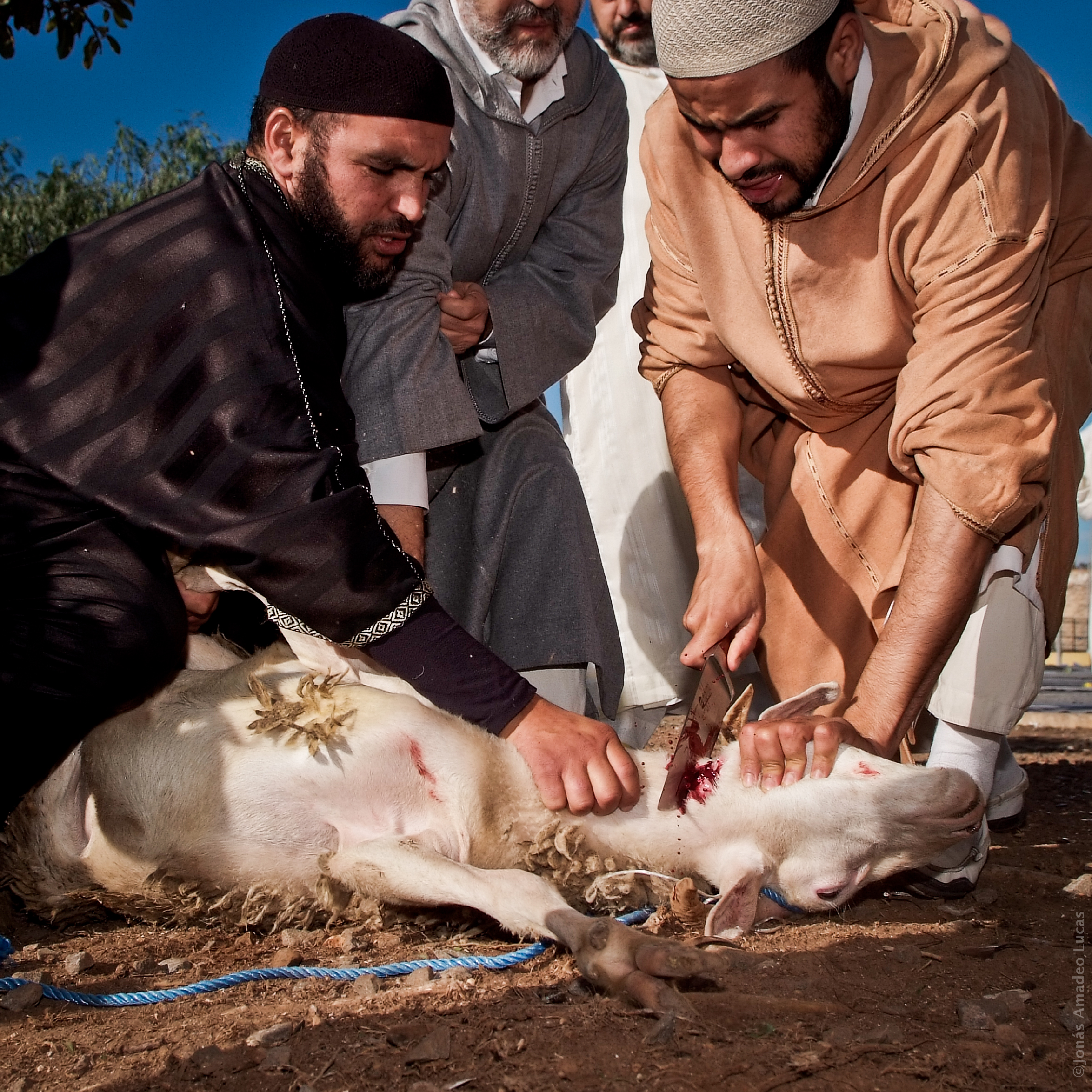
Giết mổ cừu non trong lễ hiến tế Eid at Adha

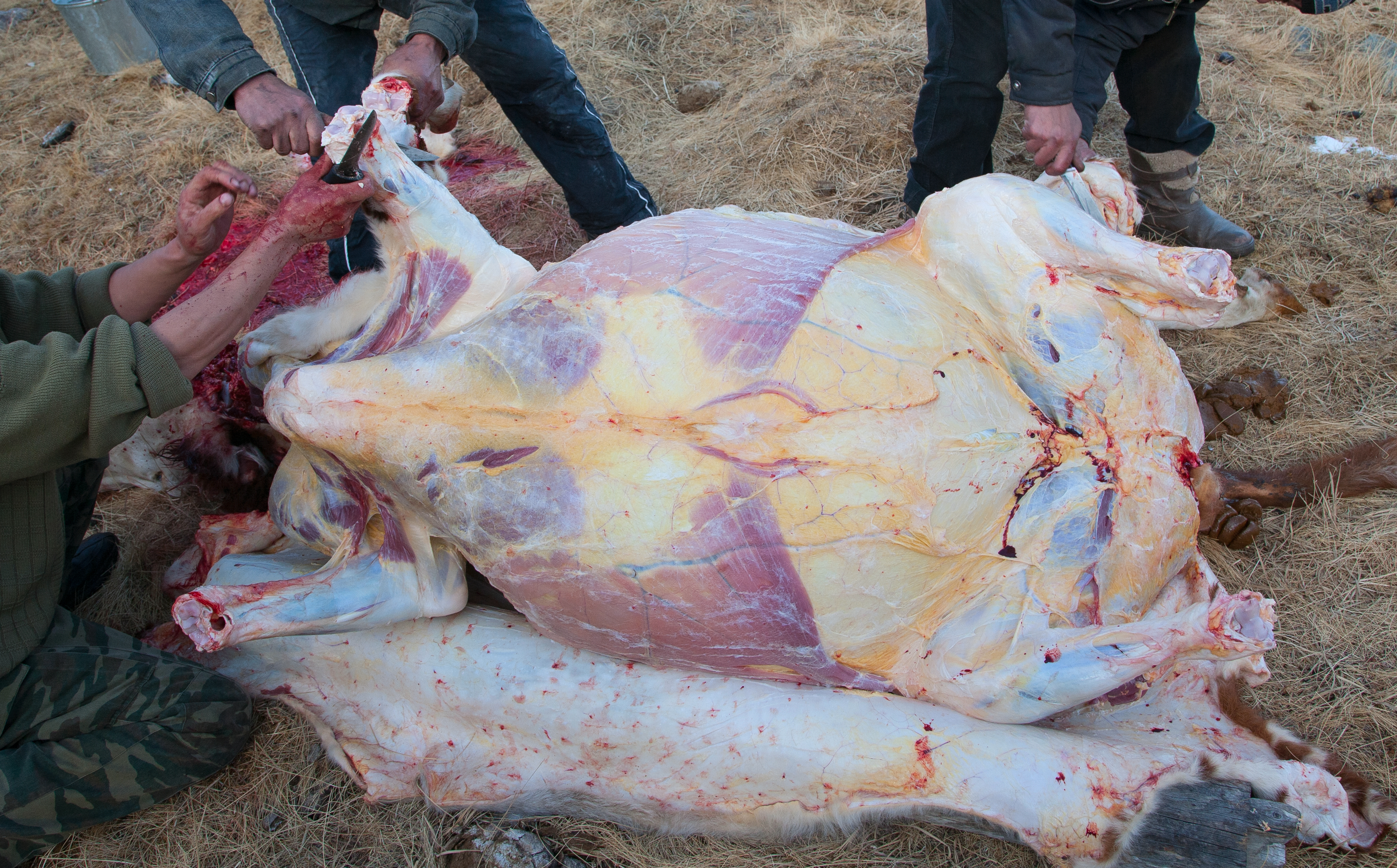
Lột da một con bò

Đối với việc cắt cổ (dhabah): Dhabah được xác định là phương pháp giết động vật với mục đích duy nhất là làm cho thịt chúng thích hợp cho con người sử dụng. Những điều kiện sau đây phải được thỏa mãn để Dhabh đạt được yêu cầu của luật Shariah. Người thao tác Dhabh (người cắt cổ) phải là người có tinh thần minh mẫn,và là người Muslim trưởng thành. Có thể là nam hoặc nữ. Nếu một người thiếu hoặc mất khả năng do say hay là thiểu năng lý trí thì người ấy phải ngừng công việc cắt cổ ngay. Phải có người Muslim khác vào thay thế vị trí Dhabh này.
Những cái dao để thao tác Dhabh phải thật sự sắc bén để tạo điều kiện cắt da và mạch máu để máu thoát nhanh và tức thì, nói cách khác là để cho xuất huyết nhanh và toàn bộ, không thể nói là cắt cổ nếu chỉ cắt da và các phần khác mà không cắt mạch cảnh. Tiến trình được bắt đầu với vết cắt bằng con dao sắt như khuyến cáo đã rút ngắn toàn bộ thời gian cắt cổ, và có vẻ như con vật ít đau đớn hơn là gây ngất. Ở những lò giết mổ hiện đại, con vật bị gây ngất trước khi bị giết, đôi khi con vật vẫn không hề bất tĩnh khi bị đánh một lần mà phải đánh thêm lần nữa.
Phương pháp Dhabh cho phép con vật thoát máu nhanh và hiệu quả. Nhịp đập của tim đẩy máu đi vào hệ tuần hoàn. Vì thế tim đập càng mạnh thì máu thoát ra càng nhiều. sự co giật không chủ động của con vật bị giết theo cách thức Dhabh nhiều hơn những con vật bị gây bất tỉnh. Các điều kiện sinh lý được diễn tả có hiệu lực đối với sự thoát máu của cơ thể con vật, nhưng nó chỉ hoạt động hết công suất nếu con vật bị cắt cổ trong lúc còn sống bằng cách cắt cuống họng và để lại phần cột sống mà không gây bất động cho bộ não của con vật. Không nên mài dao trước mặt động vật đang chuẩn bị cắt cổ. Nơi cắt được thực hiện trên cổ động vật ở một điểm ngay dưới thanh môn.
Theo truyền thống, lạc đà được cắt cổ bằng cách rạch một đường dao ở bất cứ nơi nào trên cổ. tiến trình này được gọi là Nahr. Với cách thức hạn chế hiện đại và cách gây ngất, tiến trình này không còn thích hợp nữa. khí quản và thực quản phải được cắt cùng với động mạch cảnh và tĩnh mạch cảnh. Xương sống không phải cắt vì thế đầu động vật không hoàn toàn bị nghiêm trọng. Bằng phương pháp gây ngất hoặc gây sốc, con vật vẫn còn sống một vài phút sau đó. Vì lý do này mà một vài cơ sở giết mổ dùng gây ngất cho súc vật và dùng gây giật trong nước có điện cho gia cầm. Ở một số nước, gây ngất bằng cách đánh đã làm cho súc vật bị chết. Cũng vì lý do này mà một số tổ chức đã không cho phép gây ngất trong quy trình giết mổ Halal.
Khi giết mổ động vật, người ta còn phải cầu nguyện cho con vật bị giết theo nghi lễ Tasmiyah hoặc là lời cầu nguyện nghĩa là nhân danh Allah bằng lời Bismillah (nhân danh Allah) hoặc là Bismillah Allahuakbar (nhân danh Allah, Allah vĩ đại) trước khi cắt cổ động vật. Lời cầu nguyện còn khác tùy theo từng trường phái khác nhau. Nhưng lời cầu nhân danh Allah là phổ biến hơn cả và được cho là điều kiện quan trọng của Dhabh. Máu của con vật phải được tháo ra hết khỏi thân thịt. Theo quy tắc của Hồi giáo thì một số hành động bị cấm đoán khi giết mổ như:
- Bắt con vật nằm xuống trước rồi sau đó mới mài dao là việc làm không được chấp nhận, vì lý do nhân đạo nên hành động mài dao trước mặt động vật trong lúc cắt cổ là không được chấp nhận.
- Để cho dao cắt chạm vào tủy sống hoặc là cắt đứt cổ động vật là việc làm không được chấp nhận. Việc cắt đứt đầu, đánh vào đầu hoặc là đập đầu là việc làm đáng ghê tởm đối với cộng đồng Hồi giáo nói chung.
- Bẻ gãy cổ, lột da, cắt đứt từng phần hay là nhổ lông trong khi động vật vẫn chưa chết hẳn là không thể chấp nhận. Đôi khi trong các lò giết mổ công nghiệp, để đạt được tiến độ người ta đã tháo sừng, tai, chân trước trong khi con vật vẫn chưa chết hẳn. điều này đi ngược lại với nguyên tắc và yêu cầu của Dhabh và cần phải tránh.
- Thao tác Dhabh với dụng cụ cắt đã cùn (không bén) là không được chấp nhận vì gây quá đau đớn cho con vật.
- Không được cắt cổ con vật khi để con khác nhìn thấy cảnh đồng loại bị giết. Điều này đi ngược lại tiến trình giết mổ nhân đạo.

## Tranh cãi
Đã có tranh cãi về việc có nên giết mổ động vật hay không và về các phương pháp khác nhau được sử dụng. Một số người tin rằng những con vật hữu cảm (có khả năng cảm nhận) không nên bị tổn hại bất kể mục đích là gì, hoặc rằng việc sản xuất thịt là một sự biện minh không đủ cho sự tổn hại đối với các con vật Các luật lệ và thực hành giết mổ tôn giáo luôn là chủ đề tranh luận, và việc chứng nhận và ghi nhãn các sản phẩm thịt vẫn phải được tiêu chuẩn hóa. Các mối quan tâm về quyền lợi động vật đang được giải quyết để cải thiện các hoạt động giết mổ bằng cách cung cấp thêm các khóa đào tạo và các quy định mới. Có sự khác biệt giữa việc giết mổ thông thường và thực hành giết mổ theo nghi lễ tôn giáo, mặc dù cả hai đều bị chỉ trích vì lý do phúc lợi động vật. Từng có sự kiện khi người Úc chứng kiến cảnh mổ bò ở Việt Nam đã giấy lên làn sóng phẩn nộ cấm nhập khẩu bò Úc sống cho việt Nam,  tổ chức Animals Australia đã thu thập bằng chứng và đệ đơn khiếu nại lên Bộ Nông nghiệp nước này để có biện pháp can thiệp.
Tại Hoa Kỳ, nhiều cuộc phản đối giết mổ động vật một cách công khai đã được tổ chức vào cuối những năm 1960 và đầu những năm 1970 dưới sự tổ chức của Tổ chức Nông dân Quốc gia (National Farmers Organization). Nhân chuyện phản đối giá thịt thấp, những người nông dân đã giết động vật của chính họ trước mặt các đại diện truyền thông. Xác thịt bị lãng phí và bị vứt bỏ mà không thèm ăn. Tuy nhiên, nỗ lực này đã phản tác dụng vì nó khiến khán giả truyền hình tức giận khi thấy động vật bị giết một cách vô ích và lãng phí. Bên cạnh đó là những vấn đề khác như vào năm 2010, Tổ chức Theo dõi Nhân quyền đã mô tả hoạt động của đường dây lò mổ ở Hoa Kỳ là tội phạm nhân quyền. Các lò giết mổ ở Hoa Kỳ thường sử dụng và bóc lột bất hợp pháp những công nhân chưa đủ tuổi và những người nhập cư bất hợp pháp. Trong một báo cáo của Oxfam America, công nhân lò mổ không được nghỉ phép, thường xuyên phải mặc tã và được trả dưới mức lương tối thiểu Công nhân ở lò mổ Mỹ có nguy cơ bị thương tổn cao gấp ba lần so với công nhân bình thường của Mỹ.
Ở Việt Nam, những phương pháp giết mổ thông thường theo tiêu chuẩn ngày nay có thể gây phản cảm. Một phóng sự điều tra dài kỳ của VTC News đã mô tả chi tiết cảnh giết mổ trâu ở lò mổ trâu ở Phúc Lâm. Theo kết quả phóng sự điều tra này thì nghề mổ trâu mới có ở làng 100 năm trước, nghề mổ trâu lan rộng khắp làng, thời kỳ cao điểm, vào thập kỷ 80 của thế kỷ trước, gần như cả làng Phúc Lâm đều làm nghề mổ trâu. Có tới 90% số hộ dân trong làng làm nghề giết mổ gia súc, cung cấp thịt trâu cho các thành phố lớn và hầu hết các tỉnh lân cận. Khi giết mổ trâu, người ta dắt dắt trâu vào sân, cột chặt lại, một người vung chiếc vồ thép đập bốp trúng đầu điều này làm "con trâu mộng trúng nhát búa, choáng váng khụy chân xuống nền gạch, sau đó dùng con dao nhỏ cỡ hai đầu ngón tay là dao mổ trâu xiên một nhát thật ngọt ở cổ làm máu ồng ộc chảy ra, ngập hai chiếc chậu lớn, tràn trề cả ra nền sân, đỏ choe choét".
Tiếp đến, thợ mổ dùng con dao nhỏ rạch một đường ở cổ, cứ một tay kéo da, một tay lướt con dao nhỏ rất điệu nghệ, bộ da trâu rất lớn tuột khỏi con trâu, lồ lộ một đống thịt, dưới da trâu có một lớp màng mỡ, không dính liền với thịt, nên lột rất nhanh, với con dao nhỏ đó, từng tảng thịt được lóc ra, các phần như đầu, chân, xương lần lượt được tách rời, chỉ 15 phút, con trâu to chỉ còn lại đống bầy nhầy lòng phèo nằm giữa sân, thịt xương đã thành từng đống riêng biệt, sau đó là con trâu kế tiếp, thợ mổ trâu ở Phúc Lâm lột da trâu nhanh như lột da gà. Con trâu mộng qua tay người giết mổ đã biến thành những khối thịt đỏ thẫm. Người chất thịt lên xe, người lấy xương, người lấy chân, đầu, gân cơ, riêng nội tạng cũng có mấy người gom hàng, mỗi người lấy một món riêng biệt, dẫn đến cảnh tượng "hàng chục con người vật lộn với đống bầy nhầy, giữa khoảnh sân ngập ngụa máu tươi". Cũng có thông tin cho rằng khi mổ trâu thì có hiện tượng bơm nước. Trước khi mổ trâu, họ ép trâu uống cả thùng nước, rồi ăn cám trộn nước, rồi tiêm nước thẳng vào mạch máu của nó, để thịt nó đẫm nước. Vừa chọc tiết xong, họ đục ngay một lỗ vào tận tim, rồi cắm vòi bơm cao áp vào động mạch, bơm nước căng cả mình con trâu, nên thịt trâu xào lên sẽ ra toàn nước.